# Ronald Venetiaan
Runaldo Ronald Venetiaan (Paramaribo, 18 de junho de 1936) é um político do Suriname, foi presidente do país de 1991 até 1996 e de 2000 até 2010, tendo perdido as eleições realizadas ao término para Jules Wijdenbosch. Em 2000 conseguiu se eleger novamente com 37 dos 51 votos do parlamento.

## Biografia
Venetiaan nasceu em Paramaribo. Em 1955, Venetiaan deixou o Suriname para estudar matemática e física na Universidade de Leiden. Em 1964, ele obteve seu doctorandus e voltou ao Suriname para se tornar um professor de matemática e física.
Em 1973, Venetiaan foi Ministro da Educação do Partido Nacional do Suriname (PNS) no governo de Henck Arron. Ele foi exonerado pelo golpe de estado do Suriname em 1980. Venetiaan decidiu lecionar na Universidade Anton de Kom.
Em 1987, Venetiaan voltou à política como presidente do Partido Nacional do Suriname (PNS), e como ministro da Educação.
Seu primeiro mandato como presidente foi de 1991 a 1996, após o qual ele perdeu nas eleições para Jules Wijdenbosch. Em 2000, entretanto, ele recuperou sua posição anterior, recebendo a maioria absoluta de 37 votos em 51 votos no Parlamento.

Em 2005 foi reeleito para um terceiro mandato como presidente e empossado em 12 de agosto de 2005. Venetiaan abandonou o Presidente dos PNS para Gregory Allan Rusland em 2012, e se aposentou da política em 2013. Venetiaan pensou que era hora de a geração mais jovem assumir. 